# Gerry Alexander
Franz Copeland Murray „Gerry“ Alexander (* 2. November 1928 in Kingston; † 16. April 2011 im Orange Grove, Jamaika) war ein westindischer Cricketnationalspieler aus Jamaika.

## Leben
Er war ein sogenannter Wicket-Keeper-Batsman, obwohl er nur ein First-Class Century in seiner Karriere erzielte.
Alexander war der letzte weiße Kapitän des West Indies Cricket Teams, das er 1958 zu Hause gegen Pakistan und in der Saison 1958–59 in Indien und Pakistan anführte. Auf dieser Tour schickte er den Fast-Bowler Roy Gilchrist wegen wiederholter Disziplinlosigkeit nach Hause. Zwischenzeitlich wurde er von Frank Worrell als Kapitän abgelöst, der damit zum ersten schwarzen Kapitän wurde. 1960 gegen England war Alexander wieder der Mannschaftsführer, um danach endgültig von Worrell abgelöst zu werden.
Außerdem spielte Alexander für die englische Fußballnationalmannschaft der Amateure und gewann eine Auszeichnung im englischen FA Amateur Cup. Für Cambridge University spielte er sowohl im Cricket als auch im Fußball. Nach seiner Cricketkarriere wurde er in seiner Heimat Veterinär.

## Ehrungen
- 1982: Order of Distinction